# Dungloe
Dungloe (engelska: Dunglow, iriska: An Clochán Liath) är en ort i republiken Irland.   Den ligger i grevskapet County Donegal och provinsen Ulster, i den norra delen av landet, 220 km nordväst om huvudstaden Dublin. Dungloe ligger 12 meter över havet och antalet invånare är 1 183.
Terrängen runt Dungloe är platt västerut, men österut är den kuperad. En vik av havet är nära Dungloe västerut.Runt Dungloe är det ganska glesbefolkat, med 39 invånare per kvadratkilometer. Närmaste större samhälle är Gweedore, 13,7 km nordost om Dungloe. Trakten runt Dungloe består i huvudsak av gräsmarker.